# 現代美術館 (モンソロー城)
現代美術館 - モンソロー城 (仏: Château de Montsoreau - Musée d'art contemporain,通称Montsoreau) はフランス・モンソローのロワール川畔、にある現代美術館。

## 沿革
2016年4月8日、開館。現代美術館 - モンソロー城にあるフランスの私立の文化団体である。この財団は、現代美術のコレクターフィリップ・メアイユによって収集された近代美術と現代美術のコレクションを保護している。

## コレクション
美術館は、アート・アンド・ランゲージの美術作品、及び同時代の芸術家たちの作品を収集している。展示品は、概ね3ヵ月から4ヵ月で入れ替えられている。

### ギャラリー

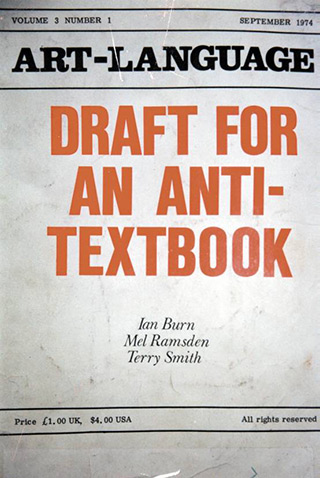
Art & Language: Art & Language: Art-Language, Vol.3 Nr.1, 1974.
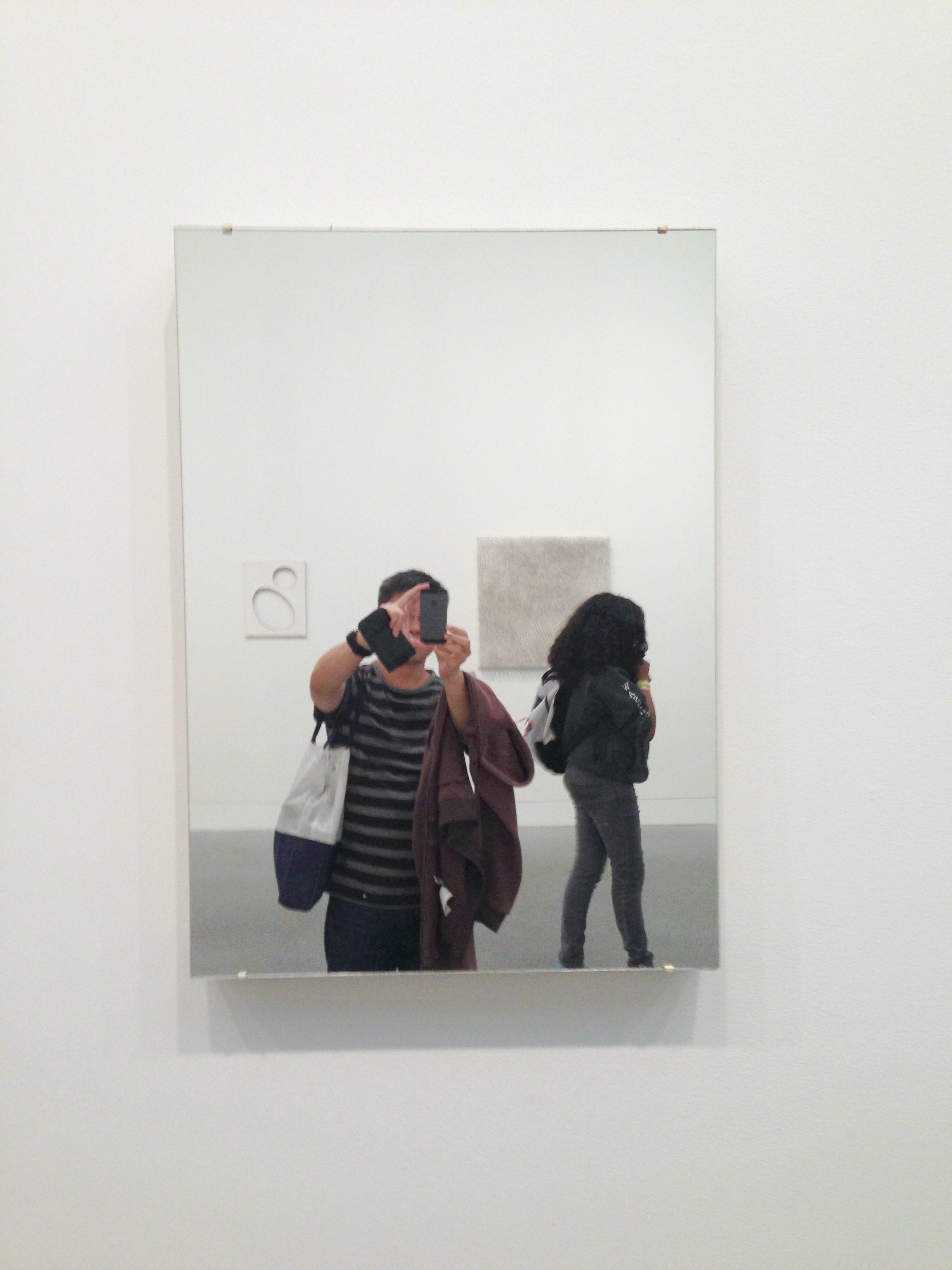
Art & Language: Mirror Piece, 1965.
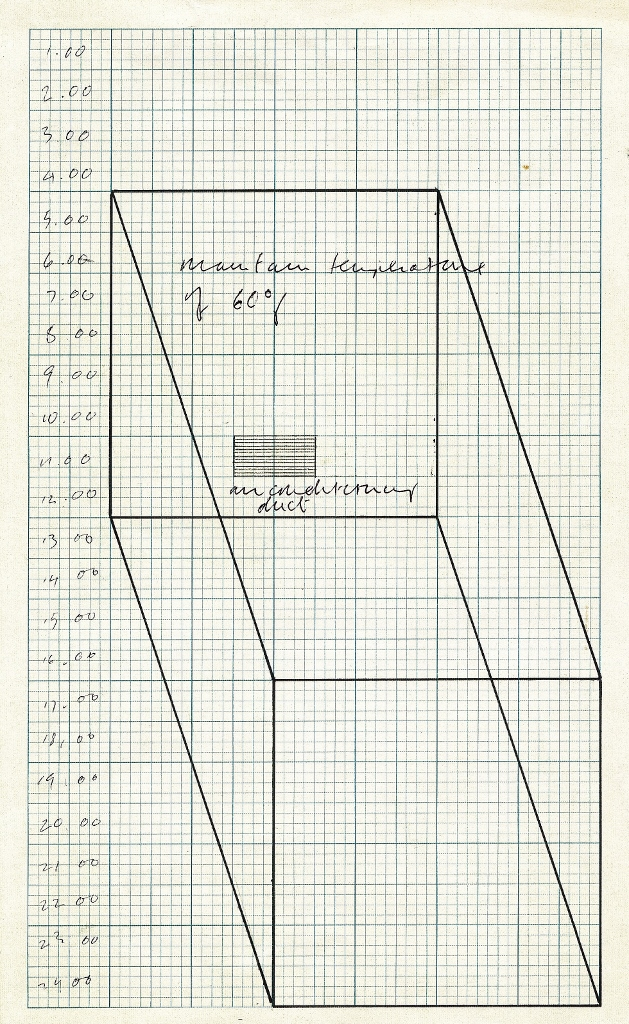
Art & Language (Michael Baldwin): Air-Conditioning Show, 1966-67.
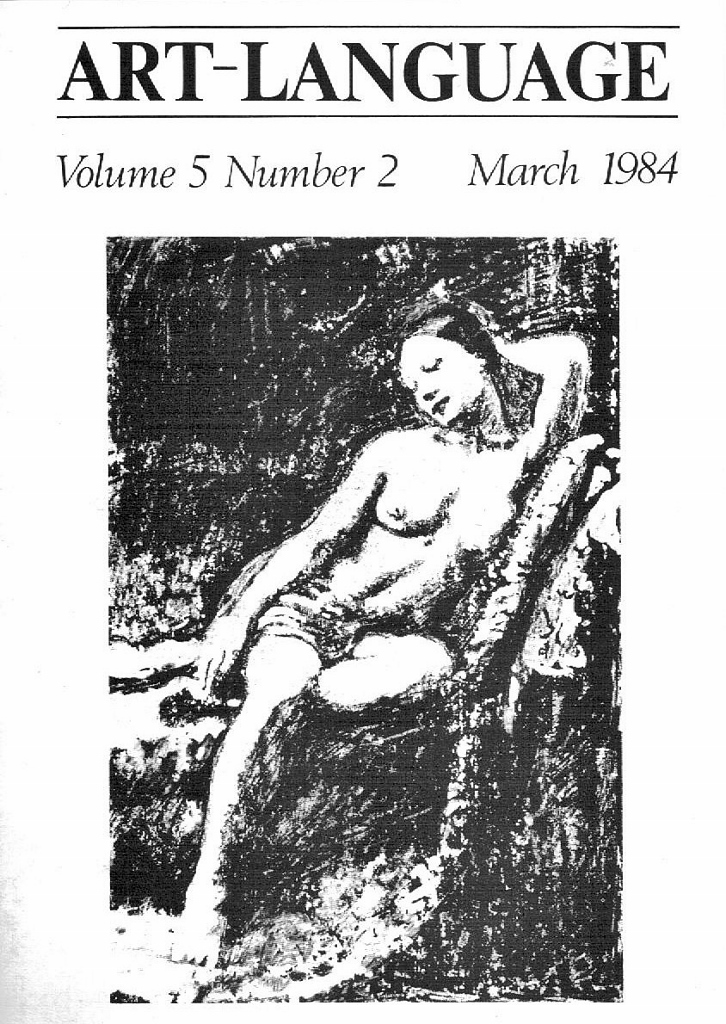
Art & Language: Victorine in Art-Language Vol.5 Nr.2 (1984), 1983.
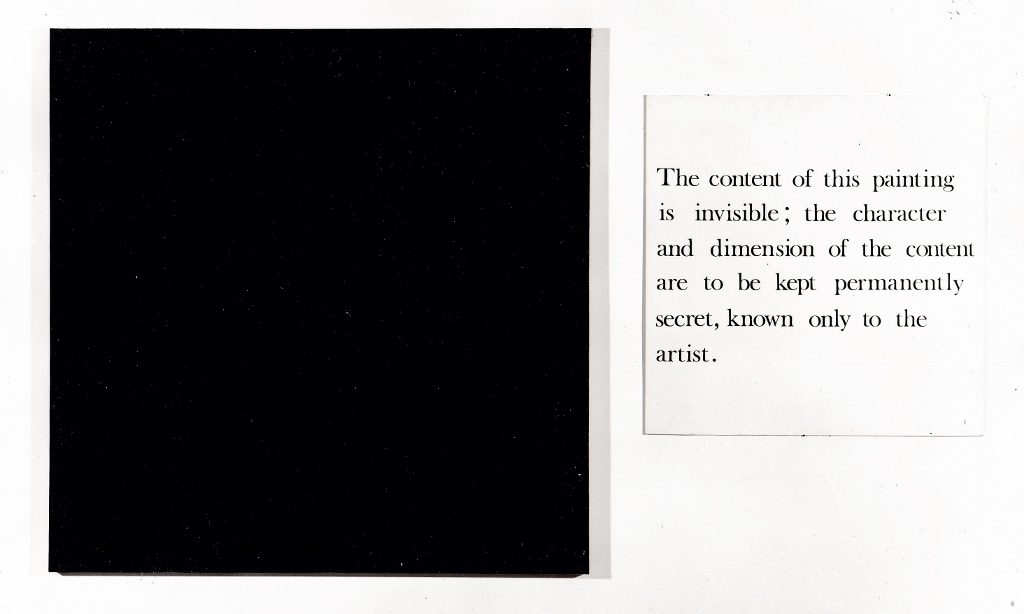
Art & Language (Mel Ramsden), Secret Painting, 1967.
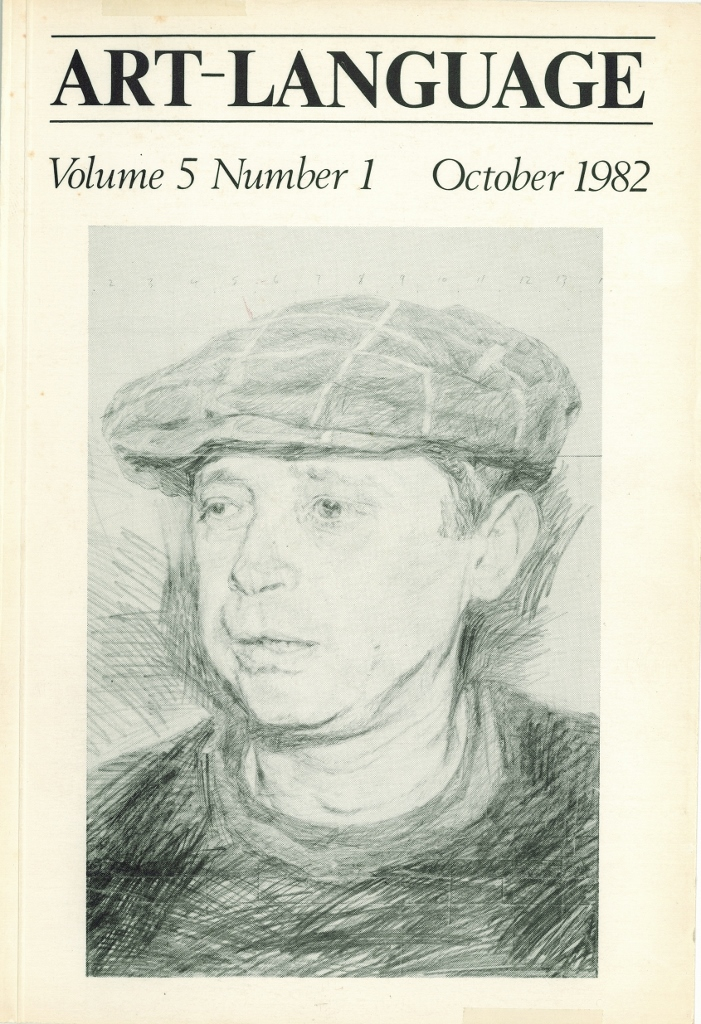
Art & Language: Art-Language Vol.5 Nr.1, 1982.
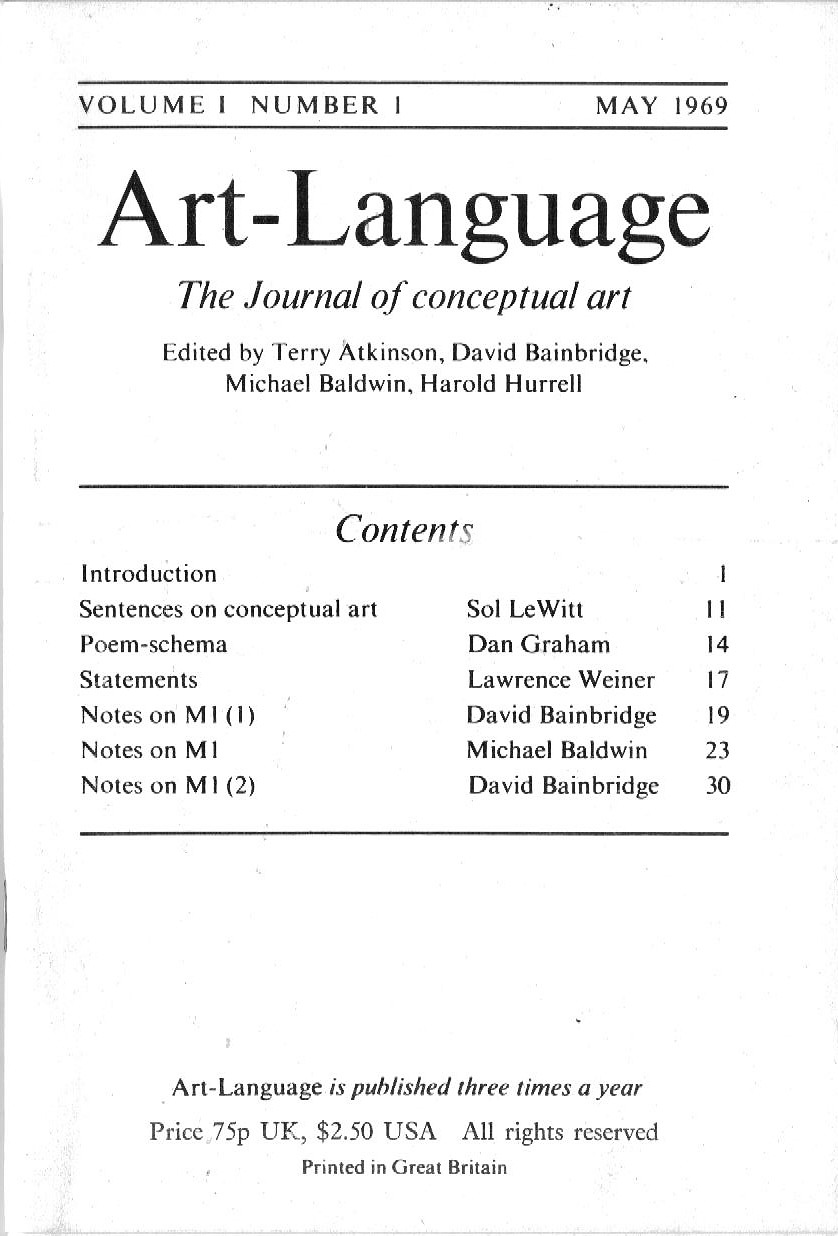
Art & Language: Art-Language The Journal of Conceptual Art, Vol.1 Nr.1, 1969.